# 許南麒

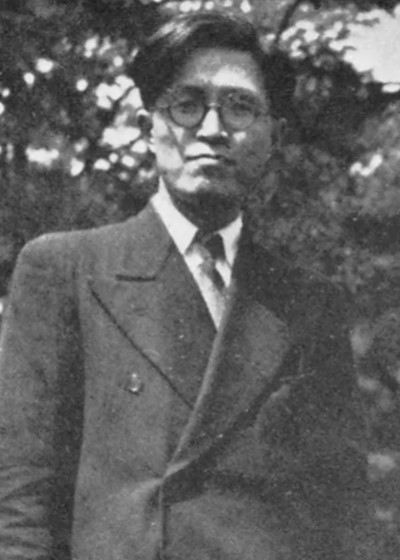
許南麒

許 南麒（허남기、ホ・ナムギ、きょ・なんき、1918年6月24日 - 1988年11月）は、在日韓国・朝鮮人の詩人。朝鮮語と日本語の両方で作品を発表。日本語で書いた叙事詩「火縄銃のうた」で有名。在日本朝鮮文学芸術家同盟委員長、朝鮮総聯中央副議長、朝鮮民主主義人民共和国最高人民会議代議員。

## 来歴
- 1918年6月24日、慶尚南道東萊郡亀浦面で生まれた。
- 1931年、亀浦普通学校卒業、釜山第二商業学校入学。
- 1939年夏、渡日。日本大学専門部芸術科映画専攻科に編入学し、中退。中央大学法学部卒業。アテネフランセ、太平洋美術学校などでも学ぶ。
- 1942年、証券会社に就職。
- 1945年秋から1960年頃までの間、朝鮮語とともに日本語の詩作を並行してやっていた。日本語における詩作は、文学的な観点よりも、日本人に対するメッセージを主たる目的としていた。
- 1946年、川口の朝聯学園（川口朝聯小学校）校長に就任。
- 1951年、神奈川朝鮮人中学校教務主任に就任。
- 1952年5月、血のメーデー事件で死亡した近藤巨士のために「近藤君にささげる五月のうた」を作る。
- 1952年、関根弘、長谷川龍生、黒田喜夫、菅原克己らの詩誌『列島』創刊時に編集委員として参画。
- 1956年、朝鮮大学校講師に就任。
- 1959年6月、在日本朝鮮文学芸術家作家同盟（文芸同）初代委員長に就任。
- 1960年代以降、日本語での執筆は殆どなくなる。
- 1965年、総聯中央文化部長に就任。
- 1966年、総聯中央常任委員会副議長に就任。
- 1977年、朝鮮民主主義人民共和国最高人民会議代議員に当選。
- 1988年11月、死去。20日に民主朝鮮から訃告を発表[1]。

## 主な著書

### 詩集
- 『日本時事詩集』（朝日書房、1952年）
- 『詩集 朝鮮冬物語』（青木書店、1952年）
- 『火縄銃の歌』（青木書店：1951年、青木文庫：1952年）
- 『巨済島 : 世界の良心に訴える』理論社、1952年9月20日。NDLJP:1353131。
- 『許南麒詩集』（東京書林、1955年7月）
- 『朝鮮海峡』（国文社、1959年）
- 『許南麒詩集』（国文社、1970年）
- 『許南麒の詩』（同成社、1979年10月）
- 『朝鮮歳時記』同成社、1981年8月15日。ISBN 978-4-88621-005-0 NDLJP:12172405。
- 「誓い――故イォシフ・ヴィサリオノヴィチ・スターリン首相に捧ぐ」『スターリン讃歌』（理論社、1954年3月）所収

### 翻訳
- 『朝鮮はいま戦いのさ中にある : 詩集』三一書房、1952年2月20日。NDLJP:1659665。
- 趙基天『白頭山 : 長篇叙事詩』ハト書房、1952年4月20日。NDLJP:1659775。
- 『春香伝』岩波書店〈岩波文庫〉、1956年7月25日。NDLJP:1664502。
- 『現代朝鮮詩選』（朝鮮文化社、1960年9月）
- 趙基天『長篇叙事詩集 白頭山』（太平出版、1974年2月）